# Håkon Sigurdsson
Pour les articles homonymes, voir Sigurðsson.
Le jarl de Lade (Hlaðir) Haakon Sigurdsson (vieux norrois Hákon Sigurðarson, norvégien Håkon Sigurdsson), surnommé le Puissant, est né vers 937 à Lade et mort en 995 à Romol, aujourd'hui Melhus en Norvège. Il exerça le pouvoir dans ce pays avec le titre de jarl jusqu’en 995. Sa vie nous est connue principalement grâce à la Heimskringla, œuvre de l'Islandais Snorri Sturluson.

## Biographie
Haakon est le fils de Bergljot (Bergljót), une petite-fille de Harald aux beaux cheveux (Haraldr hárfagri), et du jarl de Hlaðir, Sigurd (Sigurðr), dont il reçut le nom (Sigurðar-son « fils de Sigurd »). D'après la Heimskringla, son prénom de Haakon (Hákon) lui est donné par le roi Haakon le Bon (Hákon Góði), qui assiste à un banquet donné par son père lors de sa naissance.
Allié de Haakon le Bon, son père dominait le Þróndheimr, au nord de la Norvège, quand il fut assassiné en 962 par les hommes de Harald Pelisse grise (Haraldr gráfeldr), qui avait pris la place de Haakon le Bon.
Haakon lui succède et doit lutter pendant trois ans contre Harald Pelisse grise avant de traiter avec lui. Après trois ans de paix, la lutte reprend et le jarl doit s’enfuir au Danemark. Allié à Harald le Doré (Gull-Haraldr ou Haraldr Knutsson), prétendant au trône du Danemark, et secrètement à Harald à la dent bleue roi en titre du Danemark, il manœuvre pour faire tuer Harald Pelisse grise par Harald le Doré, puis élimine lui-même ce dernier pour le compte de Harald à la dent bleue (Haraldr *blátǫnn). Au nom de ce dernier et avec son aide, Hákon reprend le pouvoir en Norvège en 970, obtenant autorité sur sept fylki (ou districts) et se partageant le pays avec Harald Grenske (Haraldr inn grenski), petit-fils de Harald aux beaux cheveux. Les deux années qui suivent, Haakon lutte contre les ultimes tentatives d’un frère de Pelisse grise, Ragnfrödr, pour reprendre le trône.
Il va activement lutter contre la christianisation et va restaurer les temples et lieux de cultes. Ce lien entre la lutte au nom du culte ancestral et la défense des anciens privilèges des jarls se mêlent étroitement.
Haakon prend pour épouse Thora (Þora), qui lui donne deux fils, Svein (Sveinn) et Heming (Hemingr). Selon la Heimskringla, le jarl Haakon a une vive inclination pour les femmes et il a de nombreux enfants. Parmi eux, on peut citer Éric, fils d'une femme qu'il a connue lors d'un séjour en Uppland et qui règne plus tard sur la Norvège avec son frère Svein.
En 974, le jarl Haakon vient renforcer son souverain au Jutland lorsque Harald à la Dent bleue se trouve menacé par une expédition menée par Otton II du Saint-Empire. La bataille a lieu autour du Danevirke et Haakon et Harald sont vaincus. Harald est converti au christianisme par Otton et Haakon, resté païen, va être à son tour forcé d’accepter le baptême et de renoncer aux idoles. Cependant Haakon, après avoir quitté la cour du roi et mis les voiles avec toute sa flotte pour retourner en Norvège, en profite pour chasser les prêtres qui lui avaient été alloués pour entamer la christianisation de son pays. Il rend même un sacrifice à Odin et se débarrasse de la suzeraineté danoise, tout en pillant au cours de son périple les terres du roi de Danemark. Cela relança le conflit entre les deux pays.
En 977, il accorde son aide à Vladimir Ier de Kiev pour lui permettre de recouvrer son trône en lui fournissant autant de forces vikings qu'il lui est possible.
Après avoir vainement tenté de reprendre la Norvège en personne, le roi danois envoya contre Haakon les Vikings de Jomsborg, mais ils furent massacrés par le jarl à la bataille du détroit de Hjörung (ou de Hjörungavágr). Une saga précise qu’il avait sacrifié un de ses fils à une déesse pour s’assurer de la victoire,.
Haakon fut un bon gestionnaire mais ses abus d’autorité finirent par provoquer la révolte des Norvégiens en 995, à la suite du viol d’une femme de la noblesse. Cela facilita la prise du pouvoir par Olaf Tryggvason. Il est finalement tué dans une soue à cochons par un esclave avec qui il se cache. Ses fils Éric Haakonsson (Eiríkr Hákonsson) et Svein Haakonsson (Sveinn Hákonsson) reprennent alors la lutte contre Olaf Ier de Norvège. Sa fille Bergljót Hákonsdóttir (vers. 990–vers. 1050/55) est l'épouse de Einar Eindridesson Tambarskjelve (vers. 980–vers. 1050).